# Kościół św. Jakuba w Zirchowie
Kościół św. Jakuba – znajdujący się w Zirchowie, na wyspie Uznam, kościół imienia św. Jakuba, pochodzący z XII wieku, obecnie protestancki.
Kościół jest zbudowany z kamienia polnego i cegły. W przeszłości pełnił także funkcje obronne, stąd jego mury mają grubość ok. półtora metra. Wieża została dobudowana w XV wieku. Wystrój wnętrza pochodzi z XVIII i XIX wieku. Na ścianach znajdują się XV-wieczne malowidła, zamalowane w czasie reformacji i odkryte podczas konserwacji kościoła w 1958 roku. W ołtarzu głównym kopia obrazu Paula Händlera przedstawiającego Chrystusa w typie Ecce homo, ofiarowana w 1882 roku.
Kościół w Zirchow był motywem obrazów Lyonela Feiningera.